# 시부사와 게이조

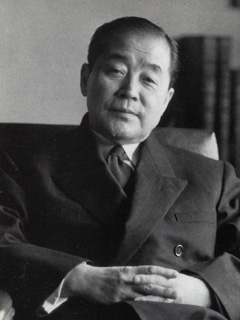
시부사와 게이조

시부사와 게이조(일본어: 渋沢 敬三, 1896년 8월 25일 ~ 1963년 10월 25일)는 일본의 재계인, 민속학자, 전 일본은행 총재, 시데하라 내각의 대장대신, 구 자작이다. 그의 할아버지는 일본 자본주의의 아버지 시부사와 에이이치이다. 장남은 시부사와 마사히데.

## 생애와 경력
도쿄도 출신으로, 시부사와 에이이치의 장남의 아들로 태어났다. 도쿄제국대학 경제학부를 졸업하고, 요코하마 쇼킨 은행 (横浜正金銀行) 에 들어가 런던 지점 등에서 근무하였다. 1926년 일본 제1은행으로 자리를 옮겼고, 부총재 등을 거쳐 1942년 일본은행 부총재, 1944년 일본은행 총재가 되었다.
제2차 세계 대전 직후, 인척인 총리 시데하라 기주로의 요청으로 시데하라 내각에서 대장대신이 되었고, 재임 기간 동안 예금 봉쇄, 신엔 체제 (新円切替) 로의 전환, 재산세 도입 등 전후 심각한 인플레이션의 처리를 담당하였다. 시부사와 가문은 연합군 최고사령부 (GHQ)의 자이바쓰 해제 대상이 되어 1946년 공직 추방 지정을 받았고, 스스로 도입한 재산세 때문에 미타 (三田)의 자택을 물납 (物納) 하게 되었다. 추방 해제 후에는 경제 단체 연합회 상담역, 고쿠사이 전신 전화 (KDD, 현 KDDI) 사장, 분카 방송 사장, 다카마쓰노미야 (高松宮) 가 재정 고문 등을 지냈다.
한편 젊은 시절 민속학자이자 사상가인 야나기타 구니오 (柳田國男) 와의 만남 이후 민속학에 심취해, 미타의 자택의 차고 다락방에 고등학교 시절 동급생과 함께 동식물 표본, 화석, 향토 완구 등을 수집한 사설 박물관을 개설 (제2차 세계 대전 중 일본 상민 문화 연구소로 개칭 → 후에 가나가와 대학으로 이관) 했으며, 이곳에 수집된 자료는 도쿄 호야 (保谷)의 민족학 박물관을 거쳐, 현 일본 국립민족학박물관 수장 자료의 모체가 되었다.
어업사 분야에서도 공적을 남겼으며, 다락의 동인들과 함께 모은《즈슈 우치우라 어민 자료》 (豆州内浦漁民資料)를 간행해 일본 농학상을 받기도 하였다. 이 외에 《일본조어기술사소고》(日本釣魚技術史小考), 《일본어명집람》(日本魚名集覧), 《염속문답집》(塩俗問答集) 을 저술하였다.

## 같이 보기
- 시부사와 에이이치